# Mihai Bîrzu
Mihai Bîrzu (n. 26 iunie 1955 – d. 1998) a fost un arcaș român. A concurat la proba individuală masculină la Jocurile Olimpice de vară din 1980.